# ワン・プラス・ワン
『ワン・プラス・ワン』（One Plus One、「1たす1」の意）は、1968年（昭和43年）に製作・公開されたジャン＝リュック・ゴダール監督によるイギリスのドキュメンタリー映画である。アメリカ合衆国等ではSympathy for the Devil（『悪魔を憐れむ歌』、「悪魔への同情」の意）のタイトルで公開された。

## 概要
本作は、ザ・ローリング・ストーンズのスタジオでのレコーディングについてのドキュメンタリーと、社会運動にかかわるドキュメンタリーめいたフィクション部分が交差する映画である。
ザ・ローリング・ストーンズのアルバム『ベガーズ・バンケット』のレコーディング自体は、1968年3月17日 - 7月25日に行われており、本作の撮影は、その途中、同年6月4日 - 同11日に行われた。ブライアン・ジョーンズはセッション中に頼りない存在感しか見せられない姿をカメラに捉えられている。撮影の対象となった楽曲『悪魔を憐れむ歌』は、同アルバムの1曲目に収録され、同アルバムは同年12月6日に発売された。ストーンズのメンバーとしての存在感が決定的に薄くなったジョーンズは、翌1969年（昭和44年）6月8日にバンドを正式に脱退し、そのおよそ1か月後の7月3日に満27歳で死去する。
1968年のゴダールは、5月19日には第21回カンヌ国際映画祭を粉砕、中止に追い込み、アメリカにわたってD・A・ペネベイカーとの共同監督作『ワン・アメリカン・ムービー』のために、ブラックパンサー党のエルドリッジ・クレヴァー、ヴェトナム反戦の戦闘的活動家トム・ヘイデンにインタヴューしたあと、ロンドンに入って本作の撮影を行っている。取材後、クレヴァーはアルジェリアに亡命、ヘイデンは「シカゴ・セブン」として逮捕された。
日本では、ロンドンで公開されたちょうど10年後の1978年（昭和53年）11月1日、フランス映画社の配給で公開された。さらに19年後の1996年（平成8年）4月、コムストックの配給で再映された。DVDは、『ワン・プラス・ワン/悪魔を憐れむ歌』のタイトルで、2006年7月5日、2009年4月22日にいずれもキングレコードから発売されている。

## スタッフ
- 監督・脚本 : ジャン＝リュック・ゴダール
- 音楽 : ザ・ローリング・ストーンズ
- 主題歌 : ザ・ローリング・ストーンズ『悪魔を憐れむ歌』
- 撮影監督 : アンソニー・B・リッチモンド
- 録音 : アーサー・ブラッドバーン、デレク・ボール
- 編集 : ケン・ラウルス、アニエス・ギュモ
- 助監督 : ティム・ヴァン・レリム、ジョン・ストンマン
- 製作総指揮 : エレニ・コラード
- プロデューサー : マイケル・ピアソン、イェーン・クォーリア
- 製作 : キューピッド・プロダクションズ

## キャスト
- ショーン・リンチ （声）
- ミック・ジャガー （本人役 - ザ・ローリング・ストーンズ）
- ブライアン・ジョーンズ （本人役 - ザ・ローリング・ストーンズ）
- キース・リチャーズ （本人役 - ザ・ローリング・ストーンズ）
- チャーリー・ワッツ （本人役 - ザ・ローリング・ストーンズ）
- ビル・ワイマン （本人役 - ザ・ローリング・ストーンズ）
- アンヌ・ヴィアゼムスキー （イヴ・デモクラシー役）
- イェーン・クォーリア （ポルノ書店主・ファシスト役）
- フランキー・ダイモン （ブラック・パワー闘士役）
- ダニー・ダニエルズ （ブラック・パワー闘士役）
- イラリオ・ペドロ
- ロイ・スチュワート （en:Roy Stewart、ブラック・パワー闘士役）
- リンバート・スペンサー
- トミー・アンサー
- マイケル・マッケイ
- ルディ・パターソン
- マーク・マシュー
- カール・ルイス
- バーナード・ボストン
- ニク・アリギ - fr:Nike Arrighi
- フランソワーズ・パスカル
- ジョアンナ・デイヴィッド	- en:Joanna David
- モニカ・ウォルターズ
- グレンナ・フォースター＝ジョーンズ
- エリザベス・ロング
- ジャネット・ワイルド
- ハリー・ダグラス
- コリン・カニンガム
- グラハム・ピート
- マシュー・ノックス
- バーブラ・コールリッジ

ノンクレジット アルファベット順
- ジェイムズ・フォックス （en:James Fox、本人役）
- ニッキー・ホプキンス （ピアニスト - 本人役）
- クリフトン・ジョーンズ （en:Clifton Jones、ブラック・パワー闘士役）

## ストーリー
1968年（昭和43年）6月、ザ・ローリング・ストーンズのメンバーたちが、ロンドンのスタジオで、アルバム『ベガーズ・バンケット』の1曲目の楽曲『悪魔を憐れむ歌』をレコーディングする。
「ブラック・パワー」の闘士たちは闘争の準備をし、革命のヒロインであるイヴ・デモクラシー（アンヌ・ヴィアゼムスキー）はテレビ局のインタヴューを受けている。ポルノ書店の店主（イェーン・クォーリア）はファシストで、ヒトラーの主著『わが闘争』を朗読している。「ブラック・パワー」のアジトでは、ブラックパンサー党幹部エルドリッジ・クリーヴァーの主著『氷の上の魂』を朗読している。「ブラック・パワー」指導者のフランキー・ダイモン（フランキー・ダイモン）がインタヴューに答える。
ザ・ローリング・ストーンズがレコーディングを終えるころ、撮影用クレーンが海の上を延々と伸びていく。

## 関連事項
- ジャン＝リュック・ゴダール監督作品一覧
- ブラックパンサー党
- ワン・アメリカン・ムービー

## 関連書籍
- エルドリッジ・クリーヴァー『氷の上の魂』、武藤一羊訳、合同出版、1969年
- アドルフ・ヒトラー『わが闘争』上下巻、平野一郎・将積茂訳、角川文庫、1973年10月

上巻 ISBN 404322401X、下巻 ISBN 4043224028

## 註
1. ↑  『＜ジャンピング・ジャック・フラッシュ＞から＜地の塩＞まで – 1968年の出来事』、『ロックジェットvol.20』所収、シンコーミュージック・エンタテイメント、2005年 ISBN 4401619404。